# Shane MacGowan
Shane Patrick Lysaght MacGowan (født 25. december 1957 i Kent, England, død 30. november 2023) var en britisk-født irsk sanger. Han var forsanger og sangskriver i det keltiske punkband The Pogues og var også medlem af Nipple Erectors og Shane MacGowan and the Popes, ligesom han producerede eget solomateriale og arbejdede sammen med artister som Kirsty MacColl, Joe Strummer, Nick Cave, Steve Earle, Johnny Depp, Sinéad O'Connor og Ronnie Drew.
Hans bedst kendte sange er "Fairytale of New York", som han skrev og sang sammen med Kirsty MacColl, og "The Irish Rover", som han sang sammen med Ronnie Drew, The Dubliners og The Pogues. Begge blev udgivet i 1987 og nåede førstepladsen på Irish Singles Chart. "Fairytale of New York" nåede andenpladsen på UK Singles Chart, mens "The Irish Rover" nåede ottendepladsen og fik The Dubliners tilbage i Top of the Pops.
MacGowan var måske bedst kendt for at være stærkt afhængig af alkohol. Efter eget udsagn fik han kendskab til alkohol og cigaretter gennem sin tante imod, at han ikke indgik en pagt med djævlen.[kilde mangler] I et interview med London Daily Mirror har han sagt, at han begyndte at drikke i en alder af fire år: "Jeg var faktisk 4 år gammel da jeg begyndte at drikke" sagde han. "Jeg husker bare at Ribena blev til øl, og jeg fik straks en forkærlighed for det."
I et interview med BBC4 fortalte Robyn Hitchcock om en koncertoplevelse med The Pogues: "Jeg kan huske jeg tog på The Hope and Anchor (en bar hvor flere af datidens punkkunstnere spillede) The Pogues var på scenen og klar til at spille, der var helt udsolgt, men de var ikke begyndt at spille endnu. Så kom den her mand vaklende ind og væltede ned af nogle trapper. Jeg tænkte "Bare de dog ikke lader ham komme ind". Så gik han op på scenen. Denne mand var Shane MacGowan."
Shane MacGowan døde, efter at han et år i forvejen var blevet indlagt med hjernebetændelse og i øvrigt i længere tid havde lidt af dårligt helbred.

## Udvalgt diskografi

### The Nips/Nipple Erectors
- Bops, Babes, Booze & Bovver (1987 / 2003 – Archived Compilation)[3][4]

### Singler
Med The Pogues
- "Poguetry in Motion E.P." (nr. 29 UK)
- "The Irish Rover" (featuring The Dubliners) (nr. 8 UK)
- "Fairytale of New York" (featuring Kirsty MacColl) – nr. 2 UK; genudgivet i 1991 (nr. 24 UK), 2005 (nr. 3 UK) og 2007 (nr.4 UK)
- "Fiesta" (nr. 24 UK)

Solo
- "What a Wonderful World" (med Nick Cave, nr. 69 UK 1992)
- "The Church of the Holy Spook" (med The Popes, nr. 74 UK 1994)
- "That Woman's Got Me Drinking" (med The Popes, nr. 34 UK 1994)
- "Haunted" (med Sinéad O'Connor, nr. 30 UK 1995)
- "My Way" (nr. 29 UK 1996)
- "I Put a Spell on You" (Haiti-velgørenhedssang) (med Nick Cave, Bobby Gillespie, Chrissie Hynde, Mick Jones, skuespilleren Johnny Depp, Glen Matlock, Paloma Faith og Eliza Doolittle) (2010)[5][6]

### Album
Med The Pogues
- Red Roses for Me (oktober 1984)
- Rum Sodomy & the Lash (august 1985)
- If I Should Fall from Grace with God (januar 1988)
- Peace and Love (1989)
- Hell's Ditch (1990)
- The Pogues in Paris: 30th Anniversary concert at the Olympia (november 2012)

Som Shane MacGowan and the Popes
- The Snake (1994)
- The Crock of Gold (oktober 1997)
- The Rare Oul' Stuff (2001 / January 2002) (a 2-disc best-of collection of B-sides and key album tracks spanning the years 1994 to 1998)[7]
- Across the Broad Atlantic: Live on Paddy's Day — New York and Dublin (med Shane MacGowan and the Popes, februar 2002)

### Gæsteoptræden
- "What a Wonderful World" (med Nick Cave, 1992)
- "Suite Sudarmoricaine", "Tri Martolod", "The Foggy Dew" (Foggy Dew) (med Alan Stivell, Again, 1993)
- "The Wild Rover" (med Sinéad O'Connor) – Soldat Louis, album Auprès de ma bande, 1993
- "God Help Me" (med The Jesus and Mary Chain, Stoned & Dethroned, 1994)
- "Death Is Not the End" (på Nick Cave and The Bad Seeds Murder Ballads album, 1996)
- "Perfect Day" (Children in Need-single, nr. 1 UK, 1997)[8]
- "The Wild Rover" og "Good Rats" (med Dropkick Murphys, juni 2000)[9]
- "Ride On" and "Spancill Hill" (med Cruachan, 2004)
- "Waiting 'Round to Die" (på The Mighty Stefs 100 Midnights, 2009)
- "Four Leaf Lover Boy" and "Full of Sh*t" (på Galia Arads Ooh La Baby, 2010)
- "Little Drummer Boy/Peace on Earth" (på The Priests' Noel, 2010)